# チャイナボーチー
チャイナボーチーは中華人民共和国に籍を置く株式会社である。
主な活動の場は中華人民共和国（中国）であるが、日本の東京証券取引所第一部に株式を公開していた。現在は香港証券取引所に上場している。 中国本土の企業として初めて東京証券取引所第一部に上場した企業としても知られる。2012年11月12日をもってシー・ビー・イー・エス・ホールディングス・リミテッド （CBES Holdings Ltd.）に吸収合併され、上場廃止となったが、2018年3月16日に香港証券取引所に再上場を果たした。

## 社名
- 日本語の正式社名

チャイナ・ボーチー・エンバイロメンタル・ソリューションズ・テクノロジー（ホールディング）カンパニー・リミテッド
- 英語の社名

China Boqi Environmental Solutions Technology (holding) co. ltd.
- 中国語の社名

北京博奇電力科技有限公司（中国博奇）
※日本経済新聞の株式欄においては、中国語社名の略称である中国博奇が用いられている。

## 事業内容
火力発電所の排煙脱硫・脱硝などの環境保護システムの設置、プロジェクトの受注、管理を行う環境ソリューション、ゴミ焼却発電、水処理業務を行っている。

## 参照
- 東証1部初上場中国企業　チャイナ・ボーチーってどんな会社？ : J-CASTニュース